# Землетрус у Новій Зеландії (2020)
Землетрус у Новій Зеландії — стихійне лихо силою 7,4 бали, що стався на північному сході Нової Зеландії. Епіцентр залягав на глибині 33 кілометрів на південь від островів Кермадек.

## Опис
Землетрус стався на глибині 33 кілометрів на південь від островів Кермадек. Система оповіщення про цунамі в Тихому океані попередила, що небезпечні хвилі можуть виникнути в межах 300 км від епіцентру землетрусу.